# Eugène Massé
René Charles Louis Masse est un ingénieur civil des mines né le 6 mai 1868 à Paris, où il est décédé le 10 novembre 1926.
Il entre à l'École polytechnique en 1887, puis à l'École des Mines d'où il sort en 1892, major de la promotion.
Attaché à la Compagnie parisienne du gaz à Paris, de 1892 à 1900, il participe, créé et dirige les affaires de cette industrie.
Il prend la Direction de la Société d'Éclairage en 1905, Chauffage et Force Motrice au Gaz de la Banlieue. Il en devient l'administrateur, le vice-président et directeur général.
Pendant la grande guerre, il crée la Compagnie nationale des matières colorantes.
Parallèlement, il écrit plusieurs livres économiques : La Production des Richesses, Les Pompes à l'Exposition de 1900, Étude sur les Mines de fer de la Normandie, ou encore Le Gaz. Il écrit quelques discours pour des conférences de vulgarisation de l'Industrie du Gaz ou d'Economie Industrielle, l'Organisation économique de la production industrielle et l'Utilisation Rationnelle du Charbon, etc.
Après la guerre, la Chambre de commerce de Paris lui offre une place de trésorier. Peu de temps après il est promu commandeur de la Légion d'honneur pour son travail sur la Société d'éclairage, chauffage et force motrice.